# 2000 Herschel
För andra betydelser, se Herschel.
2000 Herschel eller 1960 OA är en asteroid i huvudbältet som upptäcktes den 29 juli 1960 av den tyske astronomen Joachim Schubart vid Sonneberg-observatoriet. Den är uppkallad efter astronomen William Herschel..
Asteroiden har en diameter på ungefär 14 kilometer.